# WAN 인터페이스 카드
WAN 인터페이스 카드(WAN Interface Card) 또는 WIC는 라우터와 같은 네트워크 장치가 광역 네트워크(WAN)를 통해 연결하여 데이터를 전송할 수 있도록 시스코에서 만든 전용 네트워크 인터페이스 컨트롤러 카드(NIC)의 일종이다. WIC에는 디지털 회로에 연결하고 오류 수정 및 회선 모니터링을 제공하는 내장 CSU/DSU (Channel Service Data Unit) 인터페이스가 내장되어 있다.
WIC는 Cisco 장치의 WIC (또는 HWIC 또는 EHWIC) 확장 슬롯에 삽입된다. 시스코에 따르면 "시스코 인터페이스 카드는 지원 기술에 따라 분류된다. 예를 들면, 기가비트 이더넷과 같은 WAN 기술을 지원하는 WAN 인터페이스 카드 (WIC)와 음성 기술을 지원하는 음성 인터페이스 카드 (VIC)가 있고, 음성/WAN 인터페이스 카드 (VWIC)는 VWIC가 설치된 라우터의 기능에 따라 음성과 데이터, 음성 및 데이터 응용 프로그램을 지원할 수 있다." WIC는 많은 Cisco 장치, 특히 2500 시리즈 라우터와 그 계열의 라우터에서 지원된다.  
Cisco 인터페이스 카드에는 몇 가지 유형이 있다. 시스코는 고속 WIC 즉, 1800, 2800 및 3800 시리즈를 포함한 시스코 통합 서비스 라우터 (Cisco Integrated Service Router) x800 시리즈와 함께 "HWIC"(High Speed WIC)를 출시했다. HWIC 인터페이스는 400 Mbps 양방향 대역폭으로 제한된다. ISR G2 x900 시리즈를 통해 시스코는 향상된 HWIC(Enhanced HWIC)를 도입했다. EHWIC는 HWIC의 두 배인 800 Mbps에서 작동한다.